# Rangnim (powiat)
Zasugerowano, aby zintegrować ten artykuł z artykułem Rangnim (dyskusja). Nie opisano powodu propozycji integracji.
Rangnim (kor. 랑림군, Rangrim-kun) – powiat w Korei Północnej, w prowincji Chagang. W 2008 roku liczył ok. 36,4 tys. mieszkańców.
Dominuje teren górzysty. Przez powiat przechodzą dwa pasma górskie – Rangrim i Yonhwa.
Gospodarka opiera się na rolnictwie i na wycince drzew. 